# آرثور كايكي
آرثور كايكي دي ناسميينتو كروز (بالبرتغالية: Arthur Caike do Nascimento Cruz‏) (15 يونيو 1992 في البرازيل – )؛ هو لاعب كرة قدم يلعب كمهاجم لعب سابقاً في نادي الشباب السعودي.

## وصلات خارجية
- آرثور كايكي على موقع رابطة كرة القدم اليابانية للمحترفين (اليابانية)
- آرثور كايكي على موقع إي إس بي إن إف سي (الإنجليزية)
- آرثور كايكي على موقع قاعدة بيانات كرة القدم.إي يو (الإنجليزية)
- آرثور كايكي على موقع Soccerbase.com (لاعب) (الإنجليزية)
- آرثور كايكي على موقع Soccerway.com (الإنجليزية)
- آرثور كايكي على موقع عالم كرة القدم.نت (الإنجليزية)